# Axel Binder
Axel Georg Eduard Binder (* 27. Februar 1958 in Celle) ist ein Generalmajor außer Dienst des Heeres der Bundeswehr. Von Januar 2016 bis zum 26. März 2021 war er Kommandeur Kommando Strategische Aufklärung in Grafschaft.

## Militärische Laufbahn

### Ausbildung und erste Verwendungen
Nach dem Abitur trat Binder 1978 als Offizieranwärter und Soldat auf Zeit in die Bundeswehr ein. Nach der Ausbildung zum Offizier der Artillerietruppe nahm er 1981 das Studium der Wirtschafts- und Organisationswissenschaften an der Universität der Bundeswehr Hamburg auf und schloss dies 1985 als Diplom-Kaufmann ab. Zwischenzeitlich war er 1983 zum Leutnant befördert worden. Von 1985 bis 1987 war er als Zugführer und Beobachtungsoffizier beim Panzerartillerielehrbataillon 95 in Munster eingesetzt. Es folgte eine Versetzung nach Lüneburg, wo Binder von 1987 bis 1991 als S2-Offizier (Militärisches Nachrichtenwesen) und Batteriechef beim Panzerartilleriebataillon 85 diente. Während dieser Verwendung wurde er 1989 zum Hauptmann befördert. 1991 erfolgte die Versetzung nach Oldenburg, wo er bis 1993 als Feuerleitoffizier im Artillerieregiment 11 diente. Von 1993 bis 1995 absolvierte Binder den 36. Generalstabslehrgang Heer an der Führungsakademie der Bundeswehr in Hamburg, wo er zum Offizier im Generalstabsdienst ausgebildet wurde.

### Dienst als Stabsoffizier
1994 erfolgte die Beförderung zum Major. Im Anschluss daran wurde er nach Bonn versetzt, wo er von 1995 bis 1997 im Bundesministerium der Verteidigung als Referent für NATO-Grundsatzangelegenheiten im Führungsstab der Streitkräfte, Referat III 1 und III 3 eingesetzt war. 1997 erfolgte die Beförderung zum Oberstleutnant und eine einjährige Verwendung als G3-Stabsoffizier (Operationen) im Stab der Panzergrenadierbrigade 7 in Hamburg-Fischbek. Während dieser Verwendung absolvierte Binder einen Auslandseinsatz im Rahmen der SFOR in Sarajevo und war dort im 2. Kontingent als G5-Stabsoffizier (Zivil-Militärische Zusammenarbeit) eingesetzt.
Zurück in Deutschland übernahm Binder von 1998 bis 2000 in Munster das Kommando über das Panzerartillerielehrbataillon 95 als Bataillonskommandeur. Von 2000 bis 2001 folgte eine Ministerialverwendung als Stabsoffizier beim Leiter Planungsstab des Bundesministeriums der Verteidigung in Berlin, zu dieser Zeit Wolfgang Schneiderhan. Nach der Ernennung zum Oberst im Jahre 2001 übernahm Binder von 2001 bis 2004 den Dienstposten des stellvertretenden Leiters des Arbeitsbereiches Militärpolitik in der ständigen Vertretung der Bundesrepublik Deutschland bei der Europäischen Union in Brüssel.
Zurück in Deutschland erfolgte die Versetzung zur 1. Panzerdivision nach Hannover, wo Binder von 2004 bis 2006 unter dem Kommando der Generalmajore Karl Ackermann und Wolf-Dieter Langheld als Chef des Stabes eingesetzt war. Während dieser Verwendung erfolgte der zweite Auslandseinsatz für Binder. Diesmal vom Januar bis Juli 2005 als Kontingentführer des 3. deutschen Einsatzkontingents Afghanistan im Rahmen der International Security Assistance Force in Kundus und Faizabad. Währenddessen war er zugleich Kommandeur des Provincial Reconstruction Teams Kunduz und Regional Air Command North (IOC).
Von 2006 bis 2009 war Binder als Referatsleiter Zentralangelegenheiten im Führungsstab der Streitkräfte in Bundesministerium der Verteidigung in Berlin eingesetzt. Im Jahre 2007 wurde Binder von General Wolfgang Schneiderhan, zu dieser Zeit inzwischen Generalinspekteur der Bundeswehr, für den Posten des Gruppenleiter 22 im Bundeskanzleramt vorgeschlagen. Als Gruppenleiter 22 hätte Binder dem damaligen außenpolitischen Berater, Christoph Heusgen, der Bundeskanzlerin Angela Merkel zugearbeitet. Schneiderhans Vorschlag wurde jedoch übergangen und der von der CDU favorisierte Oberst i. G. Erich Vad (CDU) auf dem Posten belassen.

### Dienst als General
Am 10. März 2009 übernahm Binder schließlich von Brigadegeneral Erhard Drews das Kommando über das Zentrum für Transformation der Bundeswehr in Strausberg. Mit Wirkung vom 1. Oktober 2009 wurde er zum Brigadegeneral ernannt. Ab Ende 2011 war Binder im Auslandseinsatz als Stellvertreter des Chefs des Stabes im Hauptquartier des Regionalkommandos Nord (Regional Command North) der ISAF eingesetzt. Nach seiner Rückkehr war Binder als stellvertretender Divisionskommandeur und Kommandeur Divisionstruppen 1. Panzerdivision in Hannover eingesetzt. Von April 2013 bis Dezember 2015 war er Unterabteilungsleiter in der Abteilung Strategie und Einsatz im Bundesministerium der Verteidigung. Im Januar 2016 wurde Binder Kommandeur Kommando Strategische Aufklärung in der Philipp-Freiherr-von-Boeselager-Kaserne im Ortsteil Gelsdorf der Gemeinde Grafschaft bei Bonn. Am 26. März 2021 übergab er den Dienstposten an seinen Nachfolger Werner Sczesny und wurde in den Ruhestand verabschiedet.

### Auszeichnungen
Binders Auszeichnungen umfassen das Ehrenkreuz der Bundeswehr in Gold sowie die Einsatzmedaille SFOR (national und NATO) und die Einsatzmedaille ISAF (national und NATO).

## Privates
Binder ist verheiratet und hat zwei Kinder.